# Лейкв'ю (Нью-Йорк)
Лейкв'ю (англ. Lakeview) — переписна місцевість (CDP) в США, в окрузі Нассау штату Нью-Йорк. Населення — 6077 осіб (2020).

## Географія
Лейкв'ю розташований за координатами 40°40′40″ пн. ш. 73°38′59″ зх. д. / 40.67778° пн. ш. 73.64972° зх. д. (40.677732, -73.649718).  За даними Бюро перепису населення США в 2010 році переписна місцевість мала площу 3,10 км², з яких 2,59 км² — суходіл та 0,51 км² — водойми.

## Демографія
Згідно з переписом 2010 року, у переписній місцевості мешкало 5615 осіб у 1487 домогосподарствах у складі 1277 родин. Густота населення становила 1814 осіб/км².  Було 1552 помешкання (501/км²).
Расовий склад населення:
| - 81,4 % — чорних або афроамериканців - 5,8 % — білих - 0,8 % — азіатів - 0,7 % — корінних американців - 0,1 % — вихідців з тихоокеанських островів - 7,4 % — осіб інших рас |

До двох чи більше рас належало 3,8 %. Частка іспаномовних становила 15,2 % від усіх жителів.
За віковим діапазоном населення розподілялося таким чином: 27,3 % — особи молодші 18 років, 60,3 % — особи у віці 18—64 років, 12,4 % — особи у віці 65 років та старші. Медіана віку мешканця становила 36,4 року. На 100 осіб жіночої статі у переписній місцевості припадало 87,0 чоловіків;  на 100 жінок у віці від 18 років та старших — 78,3 чоловіків також старших 18 років.
Середній дохід на одне домашнє господарство  становив 115 629 доларів США (медіана — 111 319), а середній дохід на одну сім'ю — 114 349 доларів (медіана — 112 564). Медіана доходів становила 66 902 долари для чоловіків та 41 635 доларів для жінок. За межею бідності перебувало 9,8 % осіб, у тому числі 16,8 % дітей у віці до 18 років та 4,4 % осіб у віці 65 років та старших.
Цивільне працевлаштоване населення становило 3158 осіб. Основні галузі зайнятості: освіта, охорона здоров'я та соціальна допомога — 36,2 %, науковці, спеціалісти, менеджери — 12,3 %, роздрібна торгівля — 11,3 %.